# アンリ・デュピュイ・ド・ローム

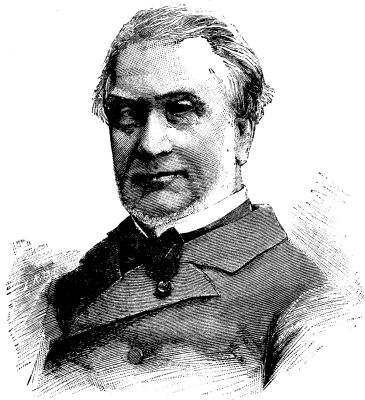
Stanislas Charles Henri Dupuy de Lôme (1817-1885)

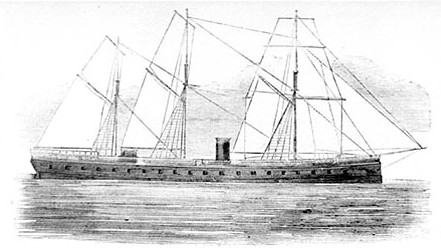
甲鉄装甲艦、ラ・グロワール

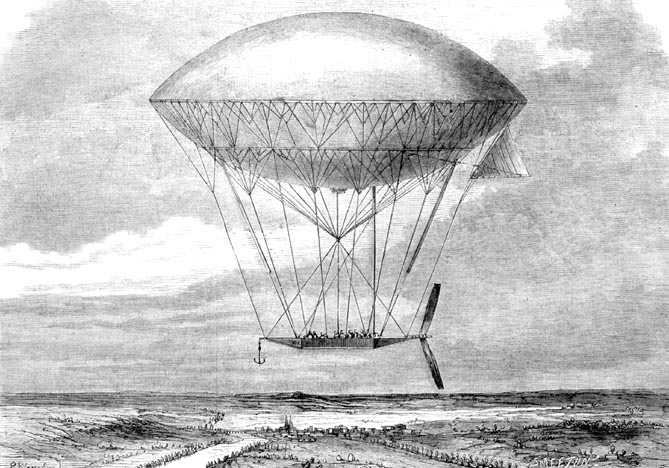
デュピュイ・ド・ロームの飛行船

アンリ・デュピュイ・ド・ローム（Stanislas Charles Henri Laurent Dupuy de Lôme 、1816年10月15日 - 1885年2月1日）はフランスの造船技師である。西洋初の外洋航行可能な甲鉄装甲艦、ラ・グロワールを設計したことなどで知られる。
ロリアン近郊のプロムール（fr）で生まれた。エコール・ポリテクニークで学んだ後、海軍に入り、造船技師となった。1842年にイギリスに派遣され装甲艦の造船法を学び、その報告は "Memoire sur la Construction des Batiments en Fer"として1844年に出版された。
トゥーロンの海軍工廠で働き、フランス海軍の軍艦の近代化に貢献した。1847年からスクリュー駆動で蒸気機関の戦列艦ル・ナポレオンの建造を開始し、1850年に進水し、1852年には14ノット（26km/h）の速度を得た。装甲艦の開発も行ない、1859年、西洋初の外洋航行可能な甲鉄装甲艦、ラ・グロワールを進水させた。
普仏戦争が始まった1870年には防衛委員会のメンバーであり、プロイセン軍が包囲したパリとの連絡を取るために人力でプロペラを駆動して操縦しようとする気球（飛行船）の開発を行ったが、実験の行なわれたのは戦争の終わった1872年であった。晩年は電動式の潜水艦の開発を行ない、没後、Gustave Zédéによって ジムノート 号として完成させられた。